# Andreas Dietziker
Andreas Dietziker, nacido el 15 de octubre de 1982 en Goldingen, es un ciclista de ruta suizo ya retirado que debutó como profesional en 2005 y se retiró en 2012. 

## Palmarés
| 2003 - Tour de Berlín, más 1 etapa 2007 - Giro del Mendrisiotto - 1 etapa de la Vuelta a Renania-Palatinado 2008 - 3º en el Campeonato de Suiza Contrarreloj 2010 - Giro del Mendrisiotto |

## Resultados en las grandes vueltas
| Carrera         | 2005 | 2006 | 2007 | 2008 | 2009 | 2010 | 2011 | 2012  |
| --------------- | ---- | ---- | ---- | ---- | ---- | ---- | ---- | ----- |
| Giro de Italia  | -    | -    | -    | -    | -    | -    | -    | 109.º |
| Tour de Francia | -    | -    | -    | -    | -    | -    | -    | -     |
| Vuelta a España | -    | -    | -    | -    | -    | -    | -    | -     |
| Mundial en Ruta | -    | -    | -    | Ab.  | -    | -    | -    | -     |

-: no participa

Ab.: abandono